# سويسكوم
سويسكوم هي مزود اتصالات رئيسي في سويسرا. يقع مقرها الرئيسي في إيتيجن بالقرب من برن. تمتلك الحكومة السويسرية 51.0 في المائة من سويسكوم. وفقًا لبياناتها المنشورة، تمتلك سويسكوم حصة سوقية تبلغ 60% للهاتف المحمول و67% للنطاق العريض و33% للاتصالات التلفزيونية في سويسرا. ينسب فرعها الإيطالي فاست ويب إلى 16% من العملاء الخاصين و29% من عملاء الشركات حصة النطاق العريض الإيطالي وهي نشطة أيضًا في سوق الهاتف المحمول.
تم إنشاء شبكة التلغراف السويسرية لأول مرة في عام 1852، تلتها الهواتف في عام 1877. تم دمج الشبكتين مع الخدمة البريدية في عام 1920 لتشكيل (التلغراف البريدي والهاتف). لقد كافحت لتطوير شبكة رقمية محلية، مع إطلاق أول تبادل رقمي في عام 1986، لكنها كانت رائدة في خدمة ناتل A المحمولة في عام 1978 وناتل D القائمة على النّظام الشامِلُ للإتّصالاتِ النّقالة والتي تقدم خدمة رقمية في عام 1993. تم تحرير سوق الاتصالات السويسري في عام 1997. تم فصل التلغراف البريدي والهاتف للاتصالات وتغيير علامتها التجارية سويسكوم قبل الخصخصة الجزئية في عام 1997. تمتلك سويسكوم حاليًا العلامة التجارية ناتل المحمية، والتي يتم استخدامها ومعروفة فقط في سويسرا.
في عام 2001، تم بيع 25% من سويسكوم موبايل لشركة فودافون. ومنذ ذلك الحين، اشترت سويسكوم حصة أغلبية في ثاني أكبر شركة اتصالات في إيطاليا فاست ويب واستثمرت في مجالات مثل دعم الضيافة والخدمات السحابية والفواتير. تهدف الخدمات الجديدة في مجالات الرقمنة وخدمات تكنولوجيا المعلومات إلى التعويض عن مخاطر خسائر الإيرادات من الأعمال الأساسية التقليدية.

## التاريخ

### الرواد (1852-1911)
جاء دخول سويسرا إلى عصر الاتصالات السلكية واللاسلكية في عام 1851، مع صدور تشريع يمنح الحكومة السويسرية السيطرة على تطوير شبكة التلغراف في جميع أنحاء البلاد. دعت الخطط الأولية للحكومة إلى إنشاء ثلاثة خطوط تلغراف أولية، بالإضافة إلى عدد من الشبكات الثانوية. من أجل بناء معدات للنظام، أنشأت الحكومة ورشة عمل البناء تلغراف الاتحادية (ورشة عمل اتحادية لبناء البرقيات).
في يوليو 1852، تم تشغيل المحطة الأولى لنظام التلغراف في البلاد - بين سانت غالن وزيورخ. بحلول نهاية ذلك العام، تم ربط معظم المدن الرئيسية في البلاد بنظام التلغراف. في عام 1855، تم توسيع الشبكة باستخدام أول كابل تحت الماء، وربط وينكل ستانسستاد وباوين فلولين. تم إطلاق الخدمة الليلية أيضًا في ذلك العام، بدءًا من بازل وسانت غالن وبيلينزونا.
انطلقت حركة التلغراف في أواخر ستينيات القرن التاسع عشر بعد أن خفضت الحكومة تكلفة الرسائل المكونة من 20 كلمة في عام 1867. بينما استمرت حركة التلغراف في الارتفاع في العقد التالي، سرعان ما تم استبدال التكنولوجيا بالهاتف.
جاء دخول سويسرا إلى عصر الهاتف في عام 1877، عندما ظهرت أول خطوط هاتف تجريبية، بدءًا بخط يربط مبنى مكتب البريد بالقصر الفيدرالي ثم بوصلة، باستخدام خط التلغراف الحالي، بين برن وثون. في العام التالي، أصدرت الحكومة تشريعًا ينص على احتكار شبكة الهاتف في البلاد. ومع ذلك، سُمح للمشغلين الخاصين بتقديم عطاءات للحصول على تراخيص من أجل تطوير امتيازاتهم المحلية. بحلول عام 1880، تم إنشاء أول شبكة خاصة لسويسرا في زيورخ. كان هذا نظامًا مركزيًا بسعة 200 خط. تم نشر الدليل الأول أيضًا في ذلك العام وسجل 140 مشتركًا.
أطلقت بازل وبرن وجنيف شبكاتها المحلية الخاصة بين عامي 1881 و1882. بعد عام واحد، تم إنشاء أول خط هاتفي بين المدن، لربط التبادل الخاص في زيورخ بنظام فينترتور العام. ومع ذلك، واجهت شركة زيورخ صعوبات في منتصف ثمانينيات القرن التاسع عشر. مع تراجع تطورها عن امتيازات الهاتف في أماكن أخرى من البلاد، اشترت الحكومة الفيدرالية المشغل الخاص، ودفعت ما يزيد قليلاً عن 300000 فرنك سويسري في عام 1886.
استمرت شبكة الهاتف الوطنية في التوسع. تم إدخال أرقام الهواتف في عام 1890، لتحل محل النظام الأولي حيث كان المتصلون قادرين على طلب حزبتهم بالاسم. نما عدد مشتركي الهاتف في سويسرا باطراد، لا سيما بعد افتتاح لوحة مفاتيح هاتفية جديدة قادرة على التعامل مع ما يقرب من 4000 خط.
بحلول عام 1896، تم توسيع شبكة الهاتف في سويسرا لتشمل جميع كانتونات سويسرا. بحلول عام 1900، أقامت الدولة أيضًا أول اتصال دولي لها، بين بازل وشتوتغارت بألمانيا. بدأت سويسرا في اختبار أول أكشاك هاتف عمومي في عام 1904. في البداية كانت مقتصرة على المكالمات المحلية، سمحت الهواتف العامة بالاتصال الوطني لأول مرة في عام 1907.

### الإقلاع الهاتفي (1912-1965)
تم تركيب أول بدالات هاتفية آلية بواسطة شبكات خاصة في عام 1912. بحلول عام 1917، تم تركيب مبادل شبه آلي في زيورخ-هوتينجن. في العام التالي، من أجل توسيع نظام الهاتف في البلاد إلى المناطق الريفية في سويسرا، بدأت الحكومة في الترويج لإنشاء أنظمة الخط الحزبي.
في عام 1920، أنشأت الحكومة السويسرية خدمة البريد والبرق والهاتف السويسرية، التي جمعت بين الخدمات البريدية وأنظمة التلغراف والهاتف في كيان واحد تسيطر عليه الحكومة. أصبح تطوير نظام الهاتف في البلاد الآن بالكامل من اختصاص الحكومة. في عام 1921، أطلق التلغراف البريدي والهاتف خدمة استفسارات الدليل الخاصة به. في العام التالي، بدأ التلغراف البريدي والهاتف أول مقسم هاتفي عام أوتوماتيكي بالكامل في زيورخ - هوتنجن.
بدأ التلغراف البريدي والهاتف خدمات التلكس في عام 1934، وبحلول عام 1936 تم ربط مدن زيورخ وبازل وبرن، والتي تم ربطها بعد ذلك عبر زيورخ بالسوق الدولية. في غضون ذلك، أصبح التلغراف البريدي والهاتف مسؤول أيضًا عن تطوير البث الإذاعي للشركة بالإضافة إلى خدمات البث التلفزيوني.
انطلق نظام الهاتف في سويسرا في السنوات التي تلت الحرب العالمية الثانية. بحلول عام 1948، تفاخرت البلاد بـ 500000 مشترك في الهاتف. على مدى العقد التالي، تضاعف هذا الرقم. في عام 1957، أضاف التلغراف البريدي والهاتف سعة الحاسوب من أجل التعامل مع الفواتير لشبكتها سريعة النمو. خلال هذه الفترة، استمرت المنظمة المملوكة للدولة في الاستثمار في أتمتة شبكتها الهاتفية، وفي عام 1959، أصبحت سويسرا أول دولة تتميز بنظام تبادل هاتفي مؤتمت بالكامل.

### اتصالات عصر الفضاء (1966-1981)
تم إطلاق تلستار - أول قمر صناعي للاتصالات السلكية واللاسلكية - إلى الفضاء في عام 1962. في معرض إكسبو 1964 في لوزان، تم الكشف عن أول تبادل للسماح بالاتصال الدولي المباشر. في عام 1974، بدأ تشغيل محطة لوك الأرضية الفضائية في كانتون واليس.

### التحرك نحو الهاتف المحمول في الثمانينيات
مكنت أتمتة التلغراف البريدي والهاتف من إدخال قياس النبض للمكالمات المحلية في عام 1963، بسعر 10 سنتات لكل نبضة. في عام 1966، أدخلت خدمة الضغط والتحدث خدمات الاتصال الدولي الآلي، مبدئيًا من مونترو. تم نشر الاتصال الدولي المباشر إلى باقي أنحاء البلاد خلال العقد التالي، وحقق تغطية كاملة في عام 1982.
نظرًا لأن قاعدة المشتركين في التلغراف البريدي والهاتف تجاوزت مليوني مشترك في بداية السبعينيات، فقد أدخلت الدولة نظامًا جديدًا لترقيم الهواتف المكون من سبعة أرقام. بحلول ذلك الوقت، أصبح التلغراف البريدي والهاتف مهتمًا أيضًا بعدد من التقنيات الجديدة. في عام 1970، قاد التلغراف البريدي والهاتف مجموعة عمل، بما في ذلك عدد من شركات الاتصالات السويسرية البارزة، في محاولة لإنشاء شبكة اتصالات رقمية متكاملة. كان من المقرر في الأصل أن يتم طرحه بحلول منتصف ذلك العقد، ولم يتم تشغيل أول بورصة شبكة الاتصالات الرقمية حتى عام 1986.
ثبت أن التقنيات الأخرى في متناول التلغراف البريدي والهاتف. في عام 1976، أطلقت الشركة خدمات إرسال الفاكس من مراكز خدمة العملاء. بعد ذلك بعامين، أنشأت التلغراف البريدي والهاتف أول شبكة هاتف محمول لها، تسمى ناتل (من أجل المواطنين شبكة هاتف السيارة). على الرغم من كونها بدائية - حيث تقتصر المكالمات على ثلاث دقائق فقط، وتقتصر التغطية على خمس دقائق، والشبكات المحلية غير المرتبطة، وصعوبة إنشاء الاتصالات في كثير من الأحيان - إلا أن شبكة ناتل تمثل إحدى أولى المحاولات وأكثرها نجاحًا في إنشاء الهاتف المحمول.
في عام 1980، مكنت خدمة الضغط والتحدث التلغراف البريدي والهاتف من إرسال الفاكس إلى سوق المنزل والمكتب. بحلول ذلك الوقت، ارتفعت قاعدة مشتركيها إلى ما يقرب من ثلاثة ملايين مستخدم للهاتف الثابت. في عام 1983، أطلق التلغراف البريدي والهاتف شبكة الهاتف المحمول من الجيل التالي، ناتل B، والتي، من بين التحسينات الأخرى، خفضت حجم معدات الهاتف المحمول إلى وحدة تزن 25 رطلاً تتناسب مع حقيبة الحمل الخاصة بها. في عام 1985، تم وضع أول كابل ألياف ضوئية بين برن ونوشاتيل.
ظهرت تقنيات جديدة أخرى في منتصف الثمانينيات، بما في ذلك شبكة نقل بيانات تيليباك، التي تم طرحها في عام 1983، وأول خدمات مؤتمرات الفيديو، التي تم إطلاقها في عام 1985. في عام 1987، قام التلغراف البريدي والهاتف بترقية شبكة ناتل مرة أخرى. قدمت شبكة ناتل C الجديدة تغطية أكثر شمولاً، وصوتًا رقميًا، وأحجام هاتف أصغر. سمحت الشبكة الجديدة للهواتف المحمولة بالانطلاق في سويسرا، وبحلول عام 1992 كان لدى البلاد حوالي 200000 مشترك على شبكة ناتل.
في التسعينيات، واجه التلغراف البريدي والهاتف خسارة احتكارها للاتصالات. في الفترة التي سبقت التحرير المقبل لسوق الاتصالات السلكية واللاسلكية، وضع التلغراف البريدي والهاتف إستراتيجية مؤسسية جديدة، فصلت عملياتها البريدية وعمليات الاتصالات إلى وحدتين مركزة. أصبحت أعمال الاتصالات السلكية واللاسلكية معروفة باسم التلغراف البريدي والهاتف السويسرية للاتصالات. تم تمرير تشريع جديد للاتصالات السلكية واللاسلكية في عام 1992 جرد وضع احتكار الحكومة، بدءًا من قطاع المعدات وخدمات اتصالات البيانات الرقمية، على الرغم من الحفاظ على سيطرة الشركة بحكم الأمر الواقع في سوق الهاتف المحلي لمعظم الفترة المتبقية من العقد.
كجزء من إعادة تحديد موقعها، استثمرت اتصالات التلغراف البريدي والهاتف بشكل أكبر في أعمال الهواتف المحمولة، حيث أطلقت شبكة ناتل D الجديدة القائمة على النّظام الشامِلُ للإتّصالاتِ النّقالة في عام 1992. هذه الشبكة، التي وفرت أيضًا للعملاء التوافق في جميع أنحاء أوروبا، كانت بمثابة بداية حقبة جديدة لسوق الهاتف حيث اعتمد المتصلون التكنولوجيا الجديدة. بحلول نهاية التسعينيات، كان ما يقرب من مليوني عميل قد اتصلوا بشبكة ناتل D.

### شركة عامة في القرن الحادي والعشرين
باعتبارها واحدة من أصغر شركات الاتصالات الأوروبية، اتخذت تطلعات اتصالات التلغراف البريدي والهاتف لتحقيق النمو الدولي مسارًا مرهقًا. في البداية، شكلت الشركة شراكة مصدر أحادي مع شركة كونينكليكي كيه بي إن الهولندية وتلياسونيرا السويدية. على الرغم من أن شراكة مصدر أحادي حاولت الدخول إلى عدد من الأسواق حول العالم، بما في ذلك ماليزيا والهند، إلا أنها انهارت أخيرًا بعد عدة سنوات من الخسائر.
أثبت دخول اتصالات التلغراف البريدي والهاتف لاحقًا إلى الإنترنت أنه أكثر نجاحًا، حيث أنشأت الشركة مزود الخدمة بلو ويندو (فيما بعد بلووين)، والذي أصبح مزود خدمة الإنترنت الرائد في البلاد. بالإضافة إلى ذلك، أدخلت الشركة أيضًا خدمات مشتركي شبكة رقمية للخدمات المتكاملة الرقمية، مما أدى إلى زيادة قاعدة مشتركيها من 250.000 في عام 1996 إلى أكثر من مليوني مشترك بحلول عام 2003.
في عام 1997، أصدرت الحكومة السويسرية تشريعا جديدا يحرر تماما سوق الاتصالات السويسري. كجزء من هذه العملية، تم تحويل اتصالات التلغراف البريدي والهاتف إلى شركة عامة خاصة محدودة، وتم تغيير اسمها إلى سويسكوم في 1 أكتوبر 1997، وتم إدراج أسهمها في البورصة السويسرية، وأجرت طرحًا عامًا لأسهمها في عام 1998. ومع ذلك، ظلت الحكومة السويسرية مساهماً رئيسياً في الشركة.
في عام 1998، واجهت سويسكوم المنافسة لأول مرة في سوقها المحلية. دخلت دياكس (التي غيرت اسمها لاحقًا إلى شروق الشمس) سوق الهاتف المحمول السويسري كلاعب جديد. بعد ذلك بعامين، في عام 2000، ازداد الوضع حدة في هذا القطاع من السوق مع وصول أورانج التي تسيطر عليها فرانس تليكوم. ومع ذلك، احتفظت سويسكوم بمكانتها الرائدة بين مستخدمي الهواتف المحمولة.
بالتزامن مع التطورات في السوق المحلية، نفذت سويسكوم أيضًا استراتيجيتها التوسعية فيما يتعلق بالأسواق الدولية. في عام 1999، استحوذت الشركة على شركة ديبيتيل الألمانية المدرجة في البورصة، ثم ثالث أكبر مزود لخدمات الهاتف المحمول في السوق الألمانية، والتي تعمل أيضًا في فرنسا وهولندا وسلوفينيا والدنمارك. أصبحت ديبيتيل بسرعة المزود الرائد المستقل عن الشبكة لخدمات الهاتف المحمول في أوروبا. في ذلك الوقت، تجاوزت قاعدة عملاء ديبيتيل عشرة ملايين مشترك. سرعان ما عززت سويسكوم حصتها في ديبيتيل إلى 93% في عام 2003.
قبل العروض العامة المخطط لها لكل من بلووين وسويسكوم موبايل، أعادت سويسكوم هيكلة عملياتها الخاصة. شكلت الشركة ست وحدات أعمال رئيسية، وفي عام 2001، باعت حصة 25% في سويسكوم موبايل إلى شركة فودافون البريطانية. في ذلك الوقت، كانت فودافون مستثمرًا رئيسيًا في ما يسمى بتقنية الهاتف المحمول الجيل الثالث.
في عام 2000، فازت سويسكوم بترخيص نظام الاتصالات المتنقلة العام (أنظمة الاتصالات المتنقلة العالمية). بينما دفعت شركات أخرى، بما في ذلك فودافون، المليارات مقابل تراخيص نظام الاتصالات المتنقلة العام الخاصة بهم، دفعت سويسكوم 50 مليون فرنك سويسري فقط، مما خفف من حدة الضربة التي تعرضت لها الشركة عندما انسحب القاع من سوق نظام الاتصالات المتنقلة العام بعد فترة وجيزة.
في أوائل العقد الأول من القرن الحادي والعشرين، بدأت سويسكوم أيضًا في طرح تقنية النطاق العريض (خط المشترك الرقمي) الجديد. كشفت قاعدة عملائها عن نمو سريع، حيث زادت إلى 200000 مشترك في بداية عام 2003. وبالمقارنة مع منافسيها الأوروبيين الذين أعيقت توقعات أرباحهم بسبب المديونية الكبيرة، تراكمت الشركة بين 5 مليارات و10 مليارات فرنك سويسري لعمليات استحواذ محتملة.
في عام 2002، تم تأسيس سويسكوم يوروبوت (لاحقًا خدمات الضيافة السويسرية). تخصصت الشركة في الأصل في تقديم خدمات الوصول عالي السرعة إلى الإنترنت لنزلاء الفنادق في الفنادق الأوروبية من فئة 4 و5 نجوم. مع تزايد تعقيد تكنولوجيا المعلومات والاتصالات وزيادة ضغوط التكلفة التي تؤثر على الأعمال الفندقية، وسعت خدمات الضيافة السويسرية نطاق تطبيقاتها بما في ذلك الصوت عبر بروتوكول الإنترنت، وتلفزيون الفندق، والإنترنت عالي السرعة، وأدوات التحكم في الغرف القائمة على الجاسوب اللوحي والتي يتم تقديمها من خلال شبكة فنادق متقاربة بنية تحتية.
مكنت هذه الأموال الشركة من استهداف سوق «النقاط الساخنة» اللاسلكية المتنامية، وهي المناطق التي توفر الوصول إلى الشبكة اللاسلكية. في مايو 2003، اندمجت شركة سويسكوم يوروبوت التابعة لها، والتي تم تشكيلها حديثًا، مع شركة ارفيك الهولندية، والتي كانت تدير حوالي عشر نقاط ساخنة ولديها إمكانية الوصول إلى 45 موقعًا آخر. بحلول نهاية ذلك الشهر، عززت سويسكوم مكانتها في قطاع سوق واي فاي الأوروبي من خلال الاستحواذ على ميجابيم الإنجليزي والشبكة المحلية اللاسلكية الألمانية. نتيجة لذلك، سيطرت الشركة على 206 نقطة ساخنة في ألمانيا وسويسرا بالإضافة إلى ثالث أكبر شبكة نقاط ساخنة في المملكة المتحدة.

### العصور الحديثة
تمت خصخصة التلغراف البريدي والهاتف المملوكة للدولة السابقة (البريد، التلغراف، الهاتف، التي تأسست عام 1852) على عدة مراحل من عام 1988 فصاعدًا وأصبحت شركة عامة محدودة ذات وضع قانوني خاص في أكتوبر 1998. يمتلك الاتحاد السويسري حاليًا 51.0% من رأس المال. يحدد قانون شركات الاتصالات المشاركة الخارجية بنسبة 49.9% من رأس المال.
في رسالته في 5 أبريل 2006، اقترح المجلس الاتحادي على البرلمان خصخصة سويسكوم بالكامل وأن الاتحاد السويسري يجب أن يبيع أسهمه على مراحل. في 10 مايو 2006، رفض المجلس الوطني دعم الاقتراح. في 20 مايو 2006، نصحت اللجنة الاستشارية لمجلس الولايات مجلس الولايات بالموافقة على الاقتراح - ولكن فقط حتى يمكن إحالته مرة أخرى إلى المجلس الاتحادي لمراجعته.
في النصف الأول من عام 2007، استحوذت سويسكوم على حصة أغلبية في شركة فاست ويب الإيطالية. خلال فترة العرض، التي امتدت من 10 أبريل إلى 15 مايو 2007، استحوذت سويسكوم على 80.7% من رأس مال فاست ويب، وهو ما يعني، عند إضافته إلى حصة سويسكوم الحالية، أن سويسكوم كانت تمتلك 82.4% من أسهم فاست ويب بحلول تاريخ الإغلاق البالغ 22 قد. بلغ إجمالي الصفقة 4.2 مليار يورو أو 6.9 مليار فرنك سويسري. فاست ويب هي ثاني أكبر شبكة في إيطاليا.
أعلنت سويسكوم عن هويتها المرئية الجديدة في 14 ديسمبر 2007. لم تعد العلامات التجارية الفرعية السابقة مثل سويسكوم فيسنت وسويسكوم موبايل وحلول سويسكوم موجودة في 1 يناير 2008. كجزء من إعادة الهيكلة، أعادت سويسكوم تصميم شعارها وحولته إلى عنصر صورة متحركة، وهو ابتكار لسويسرا والصناعة.
في عام 2008، استحوذت سويسكوم على عميل ناتل رقم خمسة ملايين، مما يعني أن ثلثي سكان سويسرا يستخدمون شبكة سويسكوم للهاتف المحمول، وفي عام 2013 بلغ عدد عملاء تلفاز سويسكم مليون عميل. في 23 يوليو 2013، تم العثور على الرئيس التنفيذي لشركة سويسكوم، كارستن شلوتر ميتًا بسبب انتحار واضح وتم تعيين أورس شابي الرئيس التنفيذي المؤقت. منذ نوفمبر 2013، كان شابي الرئيس التنفيذي لشركة سويسكوم. اعتبارًا من يونيو 2018، صنفت سويسكوم على قائمة فوربس «أكبر الشركات العامة في العالم»، 2000 العالمية، في المرتبة 561.
في عام 2012، قدمت سويسكوم لخدمات الضيافة خدمة شبكة مُدارة تقدم خصيصًا لعملائها في الفنادق. خدمات الضيافة السويسرية مستخدمة في ذلك الوقت على سبيل المثال من قبل حياة، وريزيدور، ومجموعة فنادق إنتركونتيننتال، وماريوت، وهيلتون وورلدوايد، وأكور، وماندارين أورينتال، ومجموعات فنادق كبيرة أخرى في أمريكا الشمالية وأوروبا والشرق الأوسط وآسيا والمحيط الهادئ. في يونيو 2015، أصبحت سويسكوم لخدمات الضيافة جزءًا من شركة جديدة، مجموعة الرافعة، بعد استحواذها من قبل رافعة لوكاتل السويدية.
في يونيو 2018، دخلت شركة البرمجيات الدنماركية نورديجا في شراكة مع سويسكوم لتطوير منصة TVAS 2.0 الجديدة كخدمة.
في 17 أبريل 2019، بدأت سويسكوم بنشر شبكة الجيل الخامس الخاصة بها. في الوقت الحاضر، تقدم الشركة خدمة الجيل الخامس في 110 مدينة وقرية بما في ذلك زيورخ وجنيف وبرن بالإضافة إلى المناطق الريفية والسياحية.
في يونيو 2019، أطلقت سويسكوم وكوريا الجنوبية للاتصالات وإليسا معًا أول خدمة تجوال الجيل الخامس في العالم. اعتبارًا من 17 يوليو 2019، تم منح عملاء سويسكوم الذين لديهم هاتف محمول الجيل الخامس إمكانية الوصول إلى شبكة بيانات الجيل الخامس الجديدة في فنلندا وبحلول نهاية يوليو في كوريا الجنوبية. تجاوزت قاعدة بيانات عملاء سويسكوم 6 ملايين اشتراك في الهاتف المحمول.

## منظمة
سويسكوم AG هي الشركة الأم لمجموعة سويسكوم وهي مسؤولة عن الإدارة العامة لمجموعة سويسكوم. هذا الأخير يقوم ببناء وتشغيل وصيانة البنية التحتية للاتصالات المتنقلة والهواتف المحمولة على مستوى الدولة السويسرية سويسكوم في سويسرا. القسم مسؤول أيضًا عن منصات تكنولوجيا المعلومات المقابلة وهو مسؤول عن ترحيل الشبكات إلى نظام أساسي متكامل قائم على تكنولوجيا المعلومات وبروتوكول الإنترنت. تضم المجموعة أيضًا قسم الأعمال الرقمية ومجموعة شركات مثل فاست ويب. في إيطاليا.

### أرقام رئيسية
الأرقام الرئيسية للشركة لعام 2019 هي كما يلي:
| الفئة                        | القيم 2019    |
| ---------------------------- | ------------- |
| صافي الإيرادات               | 11,453 mio    |
| EBITDA                       | 4,358 mio     |
| صافي الدخل                   | 1,669 mio     |
| النفقات الرأسمالية           | 2,438 mio     |
| أرباح للسهم الواحد           | 22,00 CHF     |
| وحدات توليد الإيرادات سويسرا | 11,515 thous. |
| Employees                    | 19,317        |

### الاستثمارات
تغطي حافظة المشاركة مجالات الأعمال الخمسة وهي «البث» من خلال سويسكوم البث، و «إنشاء الشبكة وصيانتها» من خلال كابل، و «إدارة المباني والسفر التجاري (بما في ذلك إدارة أسطول المركبات)» من خلال سويسكوم العقارية المحدودة، و «الفوترة والتحصيل» من خلال بيلاج وألفا باي وميديبا أبرينشونسكاسي و«حلول المحمول» من خلال مينيك القابضة وسيكاب.